# Citharoides axillaris
Citharoides axillaris är en fiskart som först beskrevs av Fowler, 1934.  Citharoides axillaris ingår i släktet Citharoides och familjen Citharidae. Inga underarter finns listade i Catalogue of Life.